# Snow White and the Huntsman

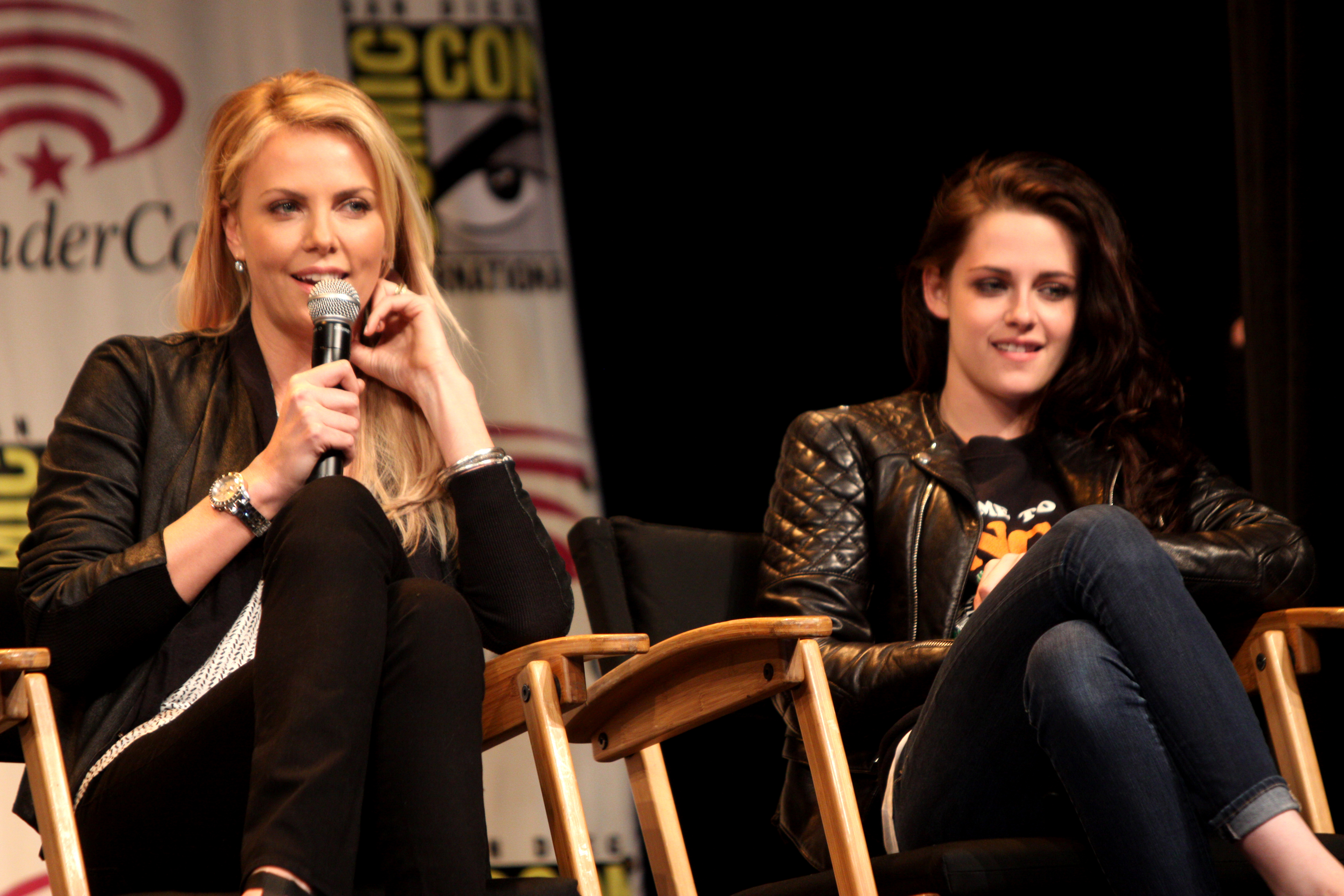
Charlize Theron und Snow-White-Darstellerin Kristen Stewart

Snow White and the Huntsman (englisch für: Schneewittchen und der Jäger) ist ein US-amerikanischer Fantasyfilm des Regisseurs Rupert Sanders aus dem Jahr 2012, welcher auf dem Märchen Schneewittchen basiert. In den Hauptrollen sind Kristen Stewart, Charlize Theron und Chris Hemsworth zu sehen. Snow White and the Huntsman wurde von Roth Films produziert und wird von Universal Pictures verliehen.

## Handlung
In einer Rückblende erzählt der Jäger, Eric, „the Huntsman“, von einer Zeit im tiefsten Winter, als die Königin des Reiches in ihrem Garten eine Rose sah, die trotz der Kälte blühte. Als sie die Rose berühren wollte, stach sie sich, und drei Tropfen Blut fielen in den weißen Schnee. Die Königin wünschte sich darauf ein Kind mit Lippen rot wie Blut, Haut weiß wie Schnee, Haaren schwarz wie Rabenflügel und mit dem gleichen starken Willen wie die Rose, die trotz des Winters blühen wollte. Ihr Wunsch ging in Erfüllung, und so gebar die Königin eine Tochter, die sie Snow White nannte.
Jahre später wächst Snow White als Tochter von König Magnus und Königin Eleanor auf und ist mit dem Sohn des Herzogs Hammond, William, befreundet. Als Eleanor stirbt, ist der König tief getroffen, und kurz darauf fällt, seine Schwäche nutzend, eine dunkle Armee in das Land ein. Der König sammelt seine Truppen, besiegt die eigentümlichen gläsernen Kämpfer und befreit deren vermeintliche Gefangene, Ravenna. Er ist von ihrer Schönheit ergriffen, und bereits am nächsten Tag heiratet Magnus Ravenna, die zur Königin gekrönt wird. Sie entpuppt sich jedoch als mächtige Zauberin und Herrin der dunklen Armee, und noch in der Hochzeitsnacht tötet Ravenna den König und ergreift die Macht im Königreich. Als Ravennas Truppen das Schloss einnehmen, versucht der dem König treu ergebene Herzog Hammond die Königstochter und William in Sicherheit zu bringen, jedoch wird Snow White von Ravennas Bruder und engstem Vertrauten Finn gefangen genommen. Die kindliche Prinzessin wird eingekerkert, während Hammond und einige Überlebende fliehen können. Ravenna befragt ihren magischen Spiegel, wer die Schönste im ganzen Land sei, und erhält wie immer die Antwort, die sie begehrt.
Im Lauf der folgenden Jahre verfällt das Königreich unter dem Einfluss Ravennas, und alles Leben siecht dahin. Um selbst schön und mächtig zu bleiben, saugt die Königin vampirgleich Lebensenergie aus Frauen, die sie selbst an Schönheit zu übertreffen drohen. Fünfzehn Jahre später spürt Ravenna jedoch, dass ihre Kräfte nachlassen, und sie erfährt vom Spiegel, dass die immer noch gefangene Snow White nun dazu bestimmt ist, sie an Schönheit zu übertreffen. Der Spiegel erklärt Ravenna auch, dass Snow White sowohl ihren Untergang als auch ihre Rettung bedeuten könne. Denn äße sie das Herz des unschuldigen Mädchens, so würden ihre Kräfte auf ewig erhalten bleiben und sie unsterblich sein. Ravenna befiehlt Finn, ihr Snow White zu bringen, jedoch kann diese ihn mit einem Nagel verletzen und durch den Abflusskanal aus der Burg und in den Dunklen Wald fliehen. Während die Prinzessin durch den Wald irrt, nimmt der Jäger Eric ihre Spur auf. Gemeinsam mit Finn und einem Kriegertrupp verfolgt er sie. Der um seine Frau Sara trauernde Huntsman wurde von Ravenna zur Jagd gleichermaßen gezwungen, wie mit dem Versprechen der Wiederbelebung seiner Frau verführt. Er dringt zunächst allein in den Dunklen Wald ein, nicht wissend um die Identität seiner Beute.
Rasch holt der Huntsman Snow White ein, die ihn verzweifelt zu überzeugen versucht, dass Ravenna auch ihn verraten wird. Schließlich bietet die Prinzessin dem Jäger Gold, wenn er sie zur Burg von Herzog Hammond bringt. Eric zweifelt, und als Finn die beiden überrascht, lässt sich dieser zu der Bemerkung reizen, dass auch Ravenna keine Toten wiedererwecken kann. Das überzeugt Eric, der Fliehenden zu helfen, und nachdem sie ihren Häschern entkommen sind, verspricht er ihr, sie zu begleiten. In der Zwischenzeit erfahren Herzog Hammond und William durch einen Getreuen, dass die Königstochter noch am Leben und in den Dunklen Wald geflohen ist. William stellt sich gegen seinen zögerlichen Vater, verkleidet sich und schließt sich unerkannt Finns Truppe als Bogenschütze an, um so die Prinzessin finden und beschützen zu können. Auf dem Weg zu Hammonds Burg zeigt der Jäger derweil Snow White, wie sie sich trotz ihrer geringen Größe verteidigen kann, indem sie einen Messerstich zunächst ablenkt um den Angreifer daraufhin selbst zu erstechen. Als sie schließlich den Rand des Dunklen Waldes erreichen, werden sie auf einer Brücke von einem Troll angegriffen. Der Huntsman versucht gegen das übermächtige Wesen zu kämpfen, wird jedoch rasch bewusstlos geschlagen. Bevor der Troll ihn töten kann, springt Snow White dazwischen und schaut den Troll an. Beide starren einander an, als der Huntsman wieder erwacht. Der Troll wird durch den Anblick der schönen Snow White besänftigt und zieht sich zurück. Der Huntsman und Snow White fliehen weiter durch einen Sumpf und finden zur Nacht Zuflucht in einem Dorf, in dem sich alle Frauen im Gesicht Narben zugefügt haben. Auf diese Weise versuchen die Bewohner Ravennas ständiger Suche nach schönen Mädchen zu entkommen. Dort erfährt Eric von einer der Frauen auch, wer seine Begleiterin wirklich ist, und verlässt das Dorf mitten in der Nacht, von Selbstzweifeln getrieben und dem Wunsch, das Mädchen durch seine Unzuverlässigkeit nicht weiter in Gefahr zu bringen. Als jedoch das Dorf von Finns Truppe angegriffen und in Brand gesteckt wird, kehrt er um und rettet erneut das Leben der Prinzessin, während die Frauen in Booten über den Fluss fliehen.
In der Burg badet Ravenna in Milch und erinnert sich an ihre Kindheit. Als damals ihr Dorf von Räubern angegriffen wurde, warf ihre Mutter einen Zauber über Ravenna, indem sie drei Tropfen Blut des Kindes mit Milch vermischte und es ihr zu trinken gab. Sie warnte Ravenna, dass ihre Schönheit ihr Macht verleihen würde, dass jedoch der Zauber, besiegelt durch ihr „reinstes Blut“, durch ebensolches gebrochen werden könne. Als Ravenna und Finn als Geiseln entführt werden, schreit die Mutter ihren Kindern „Räche uns!“ hinterher, was sich tief in Ravenna einbrennt und ihr Leben bestimmen soll.
Als der Huntsman und die Prinzessin im Wald Rast machen, gibt er ihr sein Wort, dass er sie bis zu des Herzogs Schloss begleiten werde. Plötzlich werden sie von einer kleinen Schar aus acht Zwergen überfallen und gefangen genommen. Die Gruppe, bestehend aus Muir, Beith, Gorth, Coll, Duir, Quert, Nion und Gus, hegt alten Groll gegen den Huntsman und will daher ihre Gefangenen töten. Jedoch erfasst den blinden Muir eine Vorahnung, dass das gefangene Mädchen die einzige Person ist, die Ravenna und ihrer Schreckensherrschaft ein Ende bereiten könne. Schließlich bringen die Zwerge Snow White und den Jäger tief im Wald in der Heimat der Feen in Sicherheit. In der kommenden Nacht erzählen die Zwerge der Prinzessin aus ihrer Vergangenheit, und wie sie einst in den Bergen nach Gold schürften. Als sie nach langer Zeit wieder aus den Minen zurückkehrten, mussten sie feststellen, dass Ravenna all ihre Brüder im selben Monat getötet hatte, als sie die Macht im Königreich übernahm. Nun seien sie allein und der klägliche Rest eines einst stolzen Volkes. Snow White tanzt am Lagerfeuer mit Gus, während die anderen Zwerge erstaunt bemerken, dass sich seit dem Zusammentreffen mit dem Mädchen ihre Beschwerden verringern und sie sich besser fühlen. Derweil beginnt sich der Huntsman zu fragen, ob er Snow White wirklich nur des Goldes wegen begleitet, oder ob ihn weitaus mehr vorantreibt, als sie zu beschützen.
Am nächsten Morgen wecken zwei Feen Snow White und führen sie zu einer heiligen Lichtung. Der Rest der Gruppe erwacht und folgt ihr leise. Snow White wird von einem großen weißen Hirsch gesegnet, als Muir verkündet, dass sie die Eine sei, welche Ravennas dunkler Herrschaft ein Ende bereiten werde. In diesem Augenblick werden sie von Finn und seinen Männern angegriffen. Während Gus bei der Verteidigung der Königstochter stirbt, droht der Huntsman Finn zu unterliegen. Als ihm dieser offenbart, dass er es war, der damals seine Frau tötete, kann Eric Finn in einem letzten Aufbäumen auf einem gezackten Baumstumpf aufspießen. Der tödlich verwundete Finn fleht seine Schwester um Rettung an, aber Ravennas Kräfte beginnen bereits zu schwinden, und sie fürchtet den vollständigen Verlust ihrer Schönheit und Jugend. Sie wispert: „Verzeih mir, Bruder!“, und lässt ihn sterben. Während die Zwerge um Gus trauern, erinnern sie sich auch daran, was für edle Männer sie einst waren. So willigen sie ein, Snow White zu folgen und sie zur Burg zu begleiten. In der Nacht rastet die Gruppe, nun ergänzt um William, erneut im Wald.
Ravenna, aufgewühlt und wütend über Finns Tod, verwandelt sich in ein Abbild von William und schließt sich dergestalt am nächsten Morgen Snow Whites Reisegruppe an. In einem Gespräch über ihrer beider Kindheit verführt sie Snow White dazu, von einem vergifteten Apfel zu essen. Die Prinzessin ringt nach Luft und fällt zu Boden, als Ravenna ihr gesteht, dass Snow White sowohl ihre einzige Schwäche als auch ihre ewige Rettung sei. Nur ihr Blut sei in der Lage, den Zauber rückgängig zu machen, der Ravennas Kräfte hervorgebracht hat. Wenn die Dunkle Königin nun endlich Snow Whites Herz verzehren könne, würde sie dies unsterblich machen. Als sie gerade das Messer ansetzt, erscheinen der Huntsman und William und zwingen Ravenna zur Flucht, die sich dabei in eine Wolke von Raben verwandelt. Snow Whites Begleiter müssen hilflos zusehen, wie die Prinzessin in einen todesähnlichen Schlaf fällt. Auch ein Kuss Williams ändert nichts daran, jedoch fällt unbemerkt eine Träne von ihrem Gesicht. Die Gruppe will dennoch ihr Versprechen halten und bringt Snow White zu Hammonds Burg, wo sie aufgebahrt wird.
Während der Herzog und seine Verbündeten trauern, hält der Huntsman in der Nacht Wache bei Snow White und spricht zu der vermeintlich Toten. Er erzählt ihr von seinem Leben, seiner Teilnahme an Kriegen, und wie ihn endlich seine Frau Sara durch ihre Liebe zu einem besseren Menschen machte. Nachdem sie jedoch starb, während er abwesend und auf der Jagd war, verwandelte er sich wieder in sein altes Selbst und gab sich verloren, bis er schließlich auf Snow White traf. Eric gesteht ihr, dass sie ihn an seine Frau erinnere, weil sie denselben starken Willen und ein mitfühlendes Herz besäße, und er durch sie wieder zu dem Mann geworden sei, der er einst durch Sara geworden war. Er bittet Snow White um Verzeihung dafür, dass er sie nicht besser hat beschützen können, und küsst sie zum Abschied. Eine Träne tropft von seiner Nase auf Snow Whites Gesicht. Als er geht, rinnt sie über ihre Wange und fällt von ihrem Gesicht. Dadurch ist Ravennas Zauber gebrochen. Kurz darauf erwacht die Königstochter und tritt nach draußen vor die versammelten Menschen. In einer Rede an Hammond und dessen Gefolgsleute überzeugt Snow White diese, dass sie allein Ravenna töten kann, und entfacht die Schlacht um ihr Erbe.
Am folgenden Tag reitet Snow White an der Spitze ihrer Truppen auf das Königsschloss zu, während die Zwerge durch den Abwasserkanal in die Burg gelangen, um das Tor für die heranstürmende Armee zu öffnen. Eine Schlacht entbrennt in der Burg, während Snow White nach Ravenna sucht. Als beide schließlich im Thronsaal aufeinandertreffen, ist Ravenna der Prinzessin an Kräften deutlich überlegen, während die Snow White zu Hilfe Eilenden von Ravennas dunklen Glaskriegern angegriffen und aufgehalten werden. Ravenna schlägt Snow White nieder und wähnt sich siegreich. Als sie endlich mit ihrem Messer Snow White töten will, kann diese den Dolch abfangen und ihr eigenes Messer in das Herz der Dunklen Königin stoßen. Drei ihrer Blutstropfen fallen auf Snow Whites Rüstung. Die ungläubige, tödlich verwundete Ravenna fällt zu Boden und kriecht angsterfüllt zu ihrem geliebten Spiegel, wo ihre Schönheit schwindet und sie sich in eine alte Frau verwandelt. Während sie stirbt, spricht Snow White mitfühlend zu ihr: „Du kannst mein Herz nicht haben.“
Mit Ravennas Tod löst sich ihre dunkle Armee auf, und die Schlacht ist gewonnen. Snow White wird zur Königin gekrönt, und das Königreich erwacht wieder zu seinem alten Glanz. Während der Krönung stehen William und die Zwerge an Snow Whites Seite. Als ihr Blick über ihre Untertanen schweift, bleibt er auf dem Huntsman ruhen, und sie lächeln sich zu.

## Produktion

### Casting
Für die Rolle des Schneewittchens wurde zunächst eine eher unbekannte Schauspielerin gesucht. Riley Keough, Felicity Jones, Bella Heathcote, Alicia Vikander und Rachel Maxwell sprachen für die Rolle vor, letztendlich wurde jedoch Kristen Stewart ausgewählt. Für die Rolle der Ravenna wurde zunächst Winona Ryder verpflichtet, die dann durch Charlize Theron ersetzt wurde. Die Rolle des Huntsman wurde zuerst Johnny Depp, Viggo Mortensen und Hugh Jackman angeboten, die alle ablehnten. Mitte 2011 wurde die Rolle schließlich mit Chris Hemsworth besetzt.

### Dreharbeiten
Gedreht wurde vor allem in Großbritannien, dabei unter anderem in den Pinewood Studios, in Bourne Woods, in Burnham Beeches, in Frensham Ponds, im walisischen Marloes Sands und in den USA.

### Synchronisation
Im Gegensatz zur Synchronisation der zweiten Schneewittchen-Adaption, Spieglein Spieglein – Die wirklich wahre Geschichte von Schneewittchen, blieb Snow White in dieser Verfilmung auch in der deutschen Fassung Snow White. Ebenfalls behielt der Jägersmann im Deutschen wie im Englischen die Bezeichnung Huntsman. Synchronsprecher sind unter anderem:
| Rolle              | Darsteller      | Deutsche Sprecher    |
| ------------------ | --------------- | -------------------- |
| Snow White         | Kristen Stewart | Annina Braunmiller   |
| Queen Ravenna      | Charlize Theron | Bianca Krahl         |
| Eric, the Huntsman | Chris Hemsworth | Tommy Morgenstern    |
| Beith              | Ian McShane     | Klaus-Dieter Klebsch |
| Gort               | Ray Winstone    | Axel Lutter          |
| Muir               | Bob Hoskins     | Klaus Sonnenschein   |
| Nion               | Nick Frost      | Olaf Reichmann       |
| Greta              | Lily Cole       | Anne Helm            |

### Hintergrundinformationen
Der Film erschien wenige Monate nach Spieglein Spieglein – Die wirklich wahre Geschichte von Schneewittchen, einem Film, der ebenfalls auf dem Märchen Schneewittchen basiert, und ist damit neben dem Asylum-Mockbuster Grimm’s Snow White und dem B-Movie Snow White bereits die vierte Schneewittchenverfilmung im Jahr 2012.

## Veröffentlichung
Premiere hatte Snow White and the Huntsman am 14. Mai 2012 in London. Am 31. Mai 2012 feierte der Film in Deutschland und der deutschsprachigen Schweiz Premiere. In Österreich und dem Produktionsland Vereinigte Staaten ist Snow White and the Huntsman am 1. Juni angelaufen.

## Rezeption

### Finanzieller Erfolg
Bei Produktionskosten von 170 Millionen US-Dollar spielte der Film bis zum 29. Juni 2012 etwa 381,71 Millionen US-Dollar ein.

### Kritik
„Snow White and the Huntsman ist keineswegs perfekt: Trotzdem ist der Film eine audiovisuelle Wucht und vermag es, eine spannende Story zu vermitteln und die Zuschauer durch großartige Bilder zu beeindrucken. Schön ist auch, dass am Schluss sogar etwas Mut zur Offenheit gezeigt wird. Als Action-Fantasyfilm überzeugt das Ganze und lohnt den Kinobesuch alleine schon der Inszenierung wegen.“

„In den Bildkompositionen liegt auch die Stärke von Regisseur Rupert Sanders, der mit Snow White and the Huntsman sein Spielfilmdebüt abgibt und in Werbeclips erfahren ist. Effekte und auffälliges Produktionsdesign ergänzen sich zu üppigen Märchenwäldern, die gegensätzlicher nicht sein können. […] Großen Unterhaltungswert bietet Snow White and the Huntsman dennoch.“

„Snow White and the Huntsman hat epischen Rhythmus. Der Film schweift ab in Episoden und berichtet dabei von fremdem Ländern und Menschen. Er ist breit, aber tragfähig erzählt in Bildern von oft archetypischer Ausdruckskraft und dabei frei von der Sorge um Glaubwürdigkeit. Wenn Snow White bei ihrer Flucht aus erheblicher Höhe ins tosende Wasser springt, wider alle Wahrscheinlichkeit lebend wieder herauskommt und dann auf einen weißen Hengst trifft, der nur auf sie gewartet hat, dann könnte das äußerst lächerlich wirken – aber im Zusammenhang dieser elementaren Geschehnisse hat es symbolische Wucht. … Und wie oft werfen sich Fantasyfilme auf die Liebesgeschichte, um den Mädchen etwas zu bieten – hier wird kühn auf das Thema Liebe verzichtet und überhaupt auf jede Psychologie, die über einfachste Motivationen hinausgeht.“

„Es sind zwei Frauen, die sich aufs Blut bekämpfen – und gemeinsam aus einem ordentlichen Film großes Kino machen.“

„Schade um den Aufwand. […] Hier wurde neben all dem optischen Bohei die Entwicklung der Figuren gänzlich vergessen.“

„Der Regisseur von Snow White and the Huntsman scheint zu viel gewollt, dabei allerdings zu wenig gekonnt umgesetzt zu haben. Während der eine Teil viel zu düster geraten ist, ist der andere zu gewollt komisch und dabei unpassend humoristisch gelungen. […] Die Schauspielerleistungen sind gut, doch Kristen Stewart als ‚Snow White‘ funktioniert nicht. Sie ist zu ausdruckslos und hat schlichtweg nicht die Ausstrahlung einer zukünftigen Prinzessin. Auf Durchschnittsniveau hebt sich ‚Snow White‘ schließlich aber doch noch, da vor allem die Bildsprache beeindruckend ist, wenngleich sie stark unter der bereits erwähnten Qualität leidet.“

## Auszeichnungen
Snow White and the Huntsman wurde in zwei Kategorien (Bestes Kostümdesign und Beste visuelle Effekte) für einen Oscar nominiert, konnte jedoch keinen gewinnen.

## Fortsetzung
Trotz insgesamt verhaltener Kritiken kündigte Universal Pictures im Juni 2012 eine Fortsetzung an. Für das Drehbuch wurde zunächst David Koepp verpflichtet, der das Projekt im August 2012 aber wieder verließ. Die nächsten Drehbuchfassungen wurden von Craig Mazin und Evan Spiliotopoulos geschrieben. Als Regisseur wurde Frank Darabont verpflichtet, der wiederum eine neue Drehbuchfassung ablieferte, das Projekt aber im Januar 2015 verließ. Als neuer Regisseur wurde Cedric Nicolas-Troyan engagiert, der bereits bei Snow White and the Huntsman als Second-Unit-Regisseur und VFX-Supervisor tätig war und in letzterer Funktion eine Oscar-Nominierung erhalten hatte. Für die Hauptrollen wurden erneut Chris Hemsworth und Charlize Theron verpflichtet. Kristen Stewart ist nicht mit dabei. Der Film mit dem Titel The Huntsman & The Ice Queen kam im April 2016 in die Kinos.